# Адам Фульдский
А́дам Фульдский, или Адам из Фульды (лат. Adam Fuldensis) (ок.1445, Фульда — 1505, Виттенберг) — немецкий теоретик музыки и композитор.

## Очерк жизни
Сведения о жизни Адама скудны. Известно, что он был монахом бенедиктинского монастыря Форнбах-на-Инне (см. Kloster Vornbach) в Баварии, в котором занимался среди прочего и научной деятельностью. Оставив монастырь, с 1492 года выполнял обязанности хрониста при дворе Фридриха III Мудрого в Торгау и (с 1498 года) руководил тамошней придворной капеллой. С 1502 года в Виттенбергском университете преподавал свободные искусства. Среди учеников Адама был немецкий композитор, поэт и теоретик музыки Иоганн Вальтер. Адам Фульдский умер во время эпидемии чумы.

## Очерк научной деятельности
Адам известен в науке, главным образом, как автор труда «О музыке» (De musica, 1490), который был опубликован в 1784 году в антологии Мартина Герберта. Трактат состоит из четырёх частей, в которых обсуждаются разнообразные темы:
- 7 глав о значении слова «музыка»; очерк исторического развития музыки;
- 17 глав, посвящённые cantus planus, нотации и ладам;
- 13 глав о многоголосии (cantus mensurabilis);
- 8 глав о консонансах и диссонансах.

Центральное место в трактате Адама занимает учение о гармонии (звук, интервал, лад) и контрапункте. В области ритмической теории Адам известен как автор первого в истории определения тактуса: Tactus est continua motio in mensura contentae rationis. Примечательно, что обзор «первооткрывателей музыки» (который Адам традиционно начинает от библейских персонажей и Пифагора) заканчивается упоминанием Гильома Дюфаи и Антуана Бюнуа (глава 7), деяния которых — в одном ряду со «столпами» истории музыки вроде Боэция, Гвидо и Иоанна де Муриса — рассматриваются как образец для подражания. Из новых авторитетов Адам также выделяет французского теолога и поэта Жана Жерсона (Gerson Parisiensis), фрагменты «Похвалы музыке» (Laus musicalis) которого он цитирует неоднократно. 
Учение Адама содержит редкие для трактата теоретика-«монодиста» этические характеристики церковных ладов. Они даны в форме мнемонического стиха (автор приписывает его Гвидо Аретинскому, у которого ничего подобного нет), что свидетельствует не столько о научном исследовании этоса ладов, сколько о некоем «ярлыке» школьного клише:
Omnibus est primus, sed et alter, tristibus aptus:

Tertius iratus, quartus dicitur fieri blandus.

Quintum da laetis, sextum pietate probatis.

Septimus est iuvenum, sed postremus sapientum.

## Композиторская деятельность
Сохранилось несколько музыкальных сочинений Адама Фульдского: четырёхголосная месса «Seit ich dich herzlieb meiden muss», написанная по стилистической модели Гильома Дюфаи, магнификат пятого тона, 10 обработок песнопений оффиция (в т.ч. гимны «Pange lingua», «Ut queant laxis» и два «Veni creator Spiritus») и 3 светские песни (Lieder): «Ach hülf mich leid und senlich klag», «Ach Juppiter hetstu gewalt» (с акростихом ADAM VON FULDA), «Apollo aller kunst ein hort». О популярности песни Адама «Ach hülff mich leid und senlich klag» свидетельствуют её латинская контрафактура под названием «O vera lux et gloria» в трактате Глареана «Додекахорд», а также многие её репринты в протестантских песенниках XVI—XVII веков.
Первую в мире аудиозапись мессы Адама Фульдского, а также другой его музыки, осуществил в 2006 г. вокальный ансамбль Stimmwerck.